# سفارة سلوفينيا في السويد
سفارة سلوفينيا في السويد هي أرفع تمثيل دبلوماسي لدولة سلوفينيا لدى السويد. تقع السفارة في ستوكهولم وهي تهدف لتعزيز المصالح السلوفينية في السويد.

## وصلات خارجية
- الموقع الرسمي
- قائمة سفارات سلوفينيا
- قائمة السفارات في السويد